# Memoriał Janusza Kusocińskiego 1999
45. Memoriał Janusza Kusocińskiego – międzynarodowy mityng lekkoatletyczny, który rozegrano 12 czerwca 1999 roku w Warszawie. Areną zmagań sportowców był stadion Akademii Wychowania Fizycznego. 
W zawodach wzięło udział 180 sportowców z 12 krajów.
Zwyciężczyni konkursu rzutu młotem – Kamila Skolimowska ustanowiła wynikiem 66,62 rekord świata juniorek.
Zwycięzca biegu memoriałowego na 3000 metrów – Kenijczyk Sammy Kipketer ustanowił wynikiem 7:43,67 rekord mityngu.

## Rezultaty

### Mężczyźni
| Konkurencja                       | 1. miejsce           | 1. miejsce | 2. miejsce         | 2. miejsce | 3. miejsce               | 3. miejsce |
| --------------------------------- | -------------------- | ---------- | ------------------ | ---------- | ------------------------ | ---------- |
| Bieg na 100 m                     | Sunday Emmanuel      | 10,28      | Piotr Balcerzak    | 10,29      | Marcin Urbaś             | 10,40      |
| Bieg na 400 m                     | Juan Pedro Toledo    | 45,72      | Robert Maćkowiak   | 45,74      | Piotr Haczek             | 45,98      |
| Bieg na 800 m                     | Frederick Onyancha   | 1:46,32    | Wojciech Kałdowski | 1:46,59    | Paweł Czapiewski         | 1:46,71    |
| Bieg na 2000 m Bieg młodzieżowców | Michał Smalec        | 5:24,36    | Jacek Nowosielski  | 5:25,32    | Przemysław Bobrowski     | 5:27,08    |
| Bieg na 3000 m Bieg memoriałowy   | Sammy Kipketer       | 7:43,67    | Albert Chepkurui   | 7:51,03    | Adam Draczyński          | 7:53,78    |
| Bieg na 110 m przez płotki        | Tomasz Ścigaczewski  | 13,61      | Krzysztof Mehlich  | 13,65      | Artur Kohutek            | 13,67      |
| Bieg na 400 m przez płotki        | Paweł Januszewski    | 49,43      | Zid Abou Hamed     | 49,95      | Juan Vallín              | 50,37      |
| Skok wzwyż                        | Szymon Kuźma         | 2,18       | Marcin Kaczocha    | 2,14       | Przemysław Kołodziejczyk | 2,14       |
| Skok w dal                        | Grzegorz Marciniszyn | 7,65       | Krzysztof Łuczak   | 7,58       | Dariusz Bontruk          | 7,49       |
| Rzut oszczepem                    | Rajmund Kółko        | 74,69      | Adrian Markowski   | 74,33      | Grzegorz Krasiński       | 74,08      |

### Kobiety
| Konkurencja                | 1. miejsce                                                                   | 1. miejsce | 2. miejsce             | 2. miejsce | 3. miejsce                                                                                 | 3. miejsce |
| -------------------------- | ---------------------------------------------------------------------------- | ---------- | ---------------------- | ---------- | ------------------------------------------------------------------------------------------ | ---------- |
| Bieg na 100 m              | Zuzanna Radecka                                                              | 11,41      | Mercy Nku              | 11,41      | Natalia Safronnikowa                                                                       | 11,56      |
| Bieg na 400 m              | Natalia Sołogub                                                              | 52,78      | Aneta Skarba           | 53,83      | Inga Tarnawska                                                                             | 53,99      |
| Bieg na 800 m              | Aleksandra Dereń                                                             | 2:01,95    | Irina Krakowiak        | 2:02,76    | Dorota Fiut                                                                                | 2:02,93    |
| Bieg na 100 m przez płotki | Nadieżda Bodrowa                                                             | 13,18      | Anna Leszczyńska       | 13,31      | Agnieszka Karaczun                                                                         | 13,48      |
| Skok o tyczce              | Aleksandra Granda                                                            | 3,60       | Anna Ambrożuk          | 3,40       | Joanna Piwowarska                                                                          | 3,20       |
| Skok w dal                 | Natalia Safronowa                                                            | 6,20       | Edyta Sibiga           | 6,20       | Oksana Derkacz                                                                             | 6,17       |
| Pchnięcie kulą             | Krystyna Zabawska                                                            | 19,23      | Katarzyna Żakowicz     | 17,92      | Wioletta Potępa                                                                            | 16,44      |
| Rzut młotem                | Kamila Skolimowska                                                           | 66,62      | Agnieszka Pogroszewska | 56,72      | Jolanta Borawska                                                                           | 56,50      |
| Sztafeta 4 x 100 m         | Polska · Monika Borejza · Zuzanna Radecka · Marzena Pawlak · Joanna Niełacna | 43,58      | Białoruś               | 45,02      | Polska U-23 · Agnieszka Rysiukiewicz · Irena Sznajder · Monika Giemzo · Magdalena Haszczyc | 45,02      |